# 티토-스탈린 결렬
티토-스탈린 결렬(세르보크로아트어: Raskol Tito–Staljin, Раскол Тито–Стаљин) 혹은 소련-유고슬라비아 결렬(러시아어: Советско-югославский конфликт)은 제2차 세계 대전 이후 유고슬라비아 사회주의 연방공화국의 지도자 요시프 브로즈 티토와 소련의 지도자 이오시프 스탈린 사이 발생한 정치적 갈등의 결과 벌어진 사건이다. 양 측 모두 이는 이념적 대립으로 일어났다고 말했지만 이 분쟁은 알바니아, 불가리아와 티토의 유고슬라비아가 지원하고 소련은 은밀히 반대했던 그리스 왕국 내 공산주의 반란과 관련된 발칸반도의 지정학적 분쟁의 산물이기도 했다.
제2차 세계 대전 이후 유고슬라비아는 소련과 동구권 동맹국의 이익과는 맞지 않는 목표를 두고 경제, 국내, 국외 외교 정책을 펼쳤다. 특히 유고슬라비아는 이웃한 알바니아를 유고 연방 안으로 편입시키길 원했다. 이는 알바니아 내 정치 지도층의 불안감을 조장하고 소련과의 긴장을 악화시켰으며, 소련은 알바니아의 유고슬라비아 편입을 방해했다. 더욱이 소련의 의향과는 반대로 유고슬라비아가 그리스의 공산주의 계열 반군을 지원하면서 정치적 상황이 더욱 복잡해졌다. 스탈린은 불가리아를 통해 유고슬라비아를 압박하고 유고슬라비아의 정책을 중재하러 시도했다. 1948년 유고슬라비아와 소련 사이 갈등이 공개적으로 드러나자 양 측은 동구권 내 권력투쟁이라는 모습을 보이지 않기 위해 양 국의 긴장은 이념 분쟁이라고 주장했다.
티토와 스탈린의 결렬은 유고슬라비아 공산당 내 대대적인 숙청 시기인 인포름비로 시대로 이어졌다. 이는 동구권에 의존하던 유고슬라비아의 경제에도 심각한 혼란을 일으켰다. 또한 유고슬라비아 내에서는 소련의 침공이 임박했다는 두려움을 일으켜 소련과 동맹을 맺은 유고 내 고위 군부의 쿠데타 미수까지 이어졌으며 소련과 그 동맹국이 합의해 일으킨 수천 건의 국경 충돌과 분쟁으로 그 두려움은 더욱 증폭되었다. 소련과 동구권의 지원이 끊긴 유고슬라비아는 이후 미국에 경제, 군사적 지원을 요청했다.

## 배경

### 제2차 세계 대전 시기 티토-스탈린 분쟁
제2차 세계 대전 기간 유고슬라비아 파르티잔의 지도자 요시프 브로즈 티토와 소련의 지도자 이오시프 스탈린 사이 관계는 소련과의 동맹, 소비에트 제국의 영향권을 소련 국경 밖으로 뻗히러는 스탈린의 욕망, 티토의 유고슬라비아 공산당(KPJ)과 유고슬라비아 국왕 페타르 2세가 이끄는 유고슬라비아 망명정부 사이 대립 등으로 인하여 매우 복잡해졌다.
추축국은 1941년 4월 6일 유고슬라비아 왕국을 침공했다. 유고슬라비아는 침공 11일만에 항복했고 정부도 해외로 도피하여 최종적으로 런던으로 망명했다. 남은 유고슬라비아 영토는 나치 독일, 파시스트 이탈리아, 불가리아 왕국, 헝가리 왕국이 분할 점령했다. 잔존 영토 대부분은 독일과 이탈리아군이 주둔하는 괴뢰국인 크로아티아 독립국의 영토로 조직되었고 베오그라드를 포함한 수도 주변은 독일이 점령한 세르비아 군정청으로 편성되었다. 독일-소련 불가침 조약을 여전히 지키고 있던 소련은 유고슬라비아 정부와의 관게를 끊고 정보 자산을 통해 크로아티아 독립국 내 유고슬라비아 공산당과는 독립된 새로운 공산주의 조직을 수립하러 시도했다. 또한 소련은 불가리아 노동자당의 내부 정계 개편을 묵인했다. 특히 불가리아의 유고슬라비아 영토 점령에 따라 당의 조직 구조와 활동 영역이 새롭게 조정, 개편되었다. 소련은 추축국의 소련 침공이 시작된 일후인 1941년 9월에야 KPJ의 거듭된 항의 끝에 이런 조치에 대한 지지를 철회했다.
1941년 6월 티토는 코민테른과 스탈린에게 추축군 점령군에게 대항하는 봉기 계획을 알렸다. 하지만 스탈린은 티토의 파르티잔이 공산주의 상징을 많이 사용하는 것이 문제가 있다고 생각했다. 이는 스탈린이 영국과 미국의 동맹은 추축국의 "민주적 자유" 파괴와 반대되는 것이라 봤기 때문이다. 이 때문에 스탈린은 추축국이 점령한 유럽 내의 공산주의 세력은 일시적이라도 일단 민주적 자유를 회복하기 위해 싸워야 할 의무가 있다고 생각했다. 유고슬라비아의 경우 이는 스탈린이 망명 정부의 복원을 위해 KPJ가 싸워야 한다고 생각했음을 뜻한다. 드라자 미하일로비치 대령이 이끌고 체트니크 유격대로 조직화된 유고슬라비아 왕립군 잔당은 이미 유고 왕정복고를 내세우고 있었다.

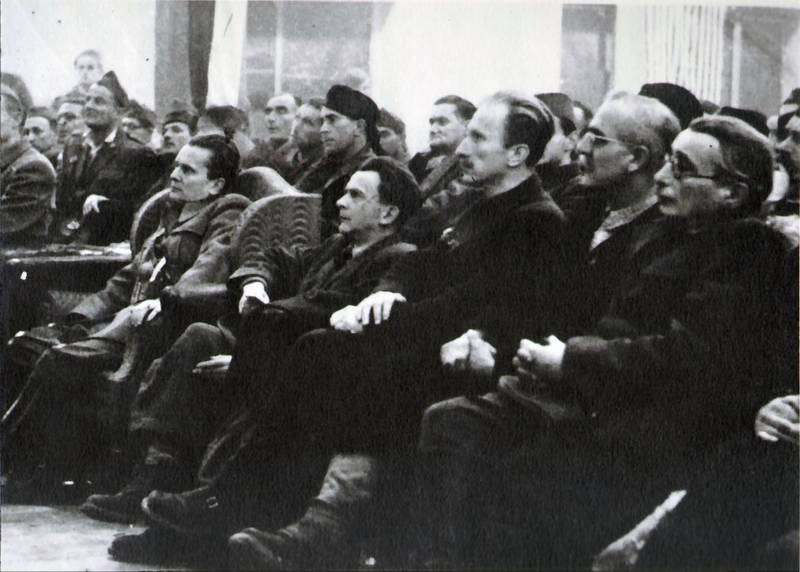
1943년 유고슬라비아 공산당 지도부는 새로운 숙의기구로 유고슬라비아 민족해방을 위한 반파시스트 평의회(AVNOJ)를 발표했다.

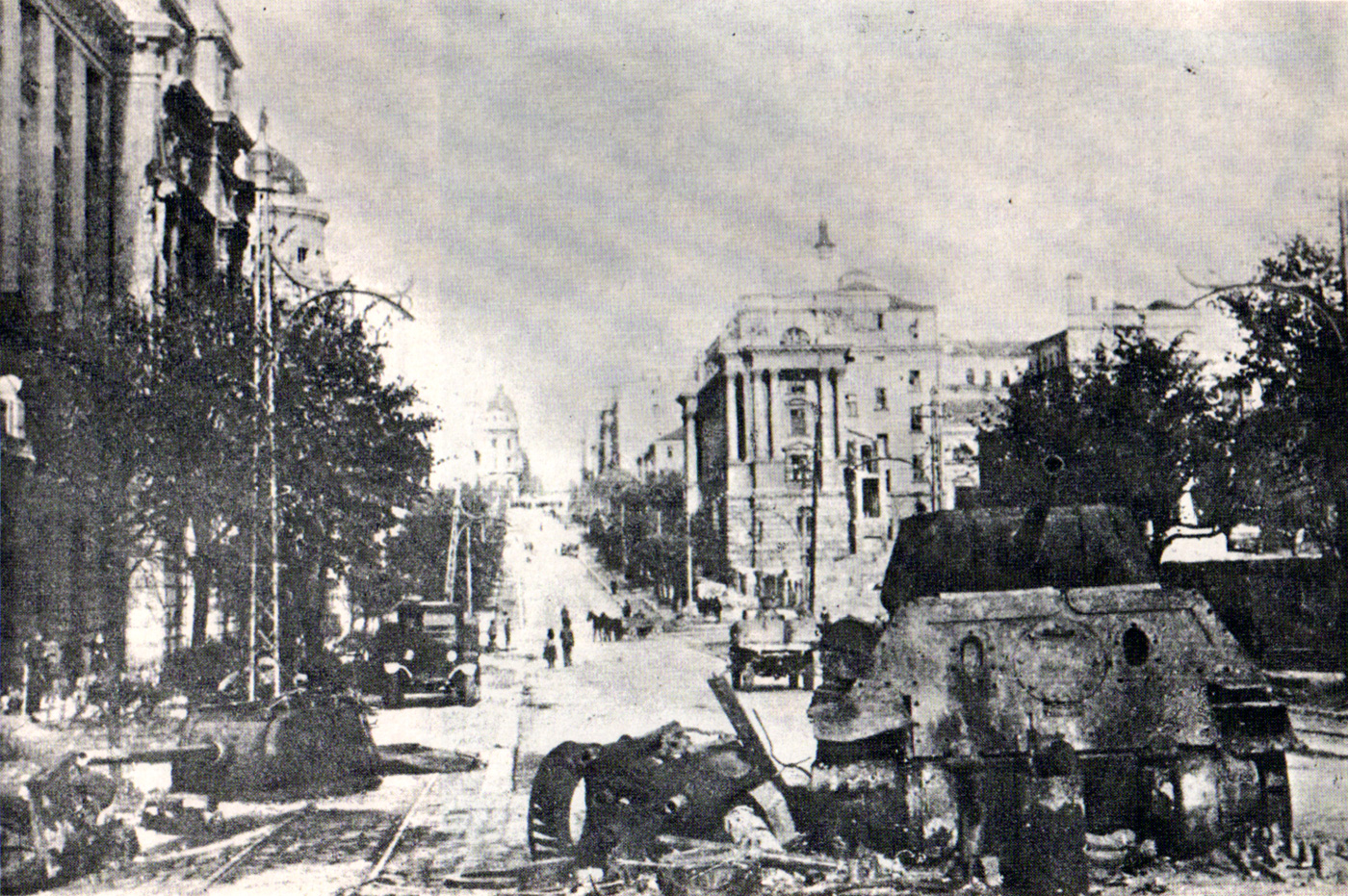
유고슬라비아 파르티잔의 지원을 받은 붉은 군대가 베오그라드를 점령하는 모습

1941년 10월 티토는 미하일로비치를 두 차례 만나 추축국에 대항하는 공동 전선을 제안했다. 티토는 그에게 파르티잔 참모총장직을 제안했지만 미하일로비치는 이를 거절했다. 10월 말 미하일로비치는 공산당이 진정한 적이라는 결론을 내렸다. 처음에는 체트니크가 파르티잔 및 추축군 양 쪽 모두와 교전했지만 몇 달 만에 추축군과 협력해 파르티잔을 공격하기 시작했다. 11월부터는 파르티잔이 체트니크와 교전하면서 미하일로비치를 찬양하는 소련의 선전에 항의하는 전문을 모스크바에 보냈다.
1943년 티토는 전 유고슬라비아의 입법 및 행정기구로 유고슬라비아 민족해방을 위한 반파시스트 평의회(AVNOJ)를 선언하고 망명정부를 비난했으며 국왕의 유고슬라비아 귀환을 금지했다. 이런 결정은 당시 망명한 군주와 그 정부에 적대시하지 말라는 소련의 조언에 반하는 조치였다. 당시 테헤란 회담에 참석 중이던 스탈린은 이를 소련에 대한 배신으로 간주했다. 1944년에서 1945년 사이 유럽의 각 공산주의 지도부에게 부르주아 정치인과 연정하라는 지시를 스탈린이 새롭게 내리자 유고슬라비아는 믿기지 않는다는 반응을 보였다. 이 충격은 유고슬라비아 임시정부 부통령인 에드바르드 카르델이 스탈린의 비밀스러운 퍼센트 협정을 공개하면서 더욱 가중되었다. 1944년 모스크바 회담에서 영국의 총리 윈스턴 처칠과 소련의 스탈린 사이에서 맺어진 이 협정은 동유럽 국가를 각각 영국과 소련의 영향권으로 나누고 유고슬라비아는 50:50으로 반으로 분할한다는 내용이었다.

### 트리에스테 및 카린티아 영토 분쟁
제2차 세계 대전 말기 들어 파르티잔은 오스트리아 케른텐주 일부를 점령했고 전쟁 이전 이탈리아 영토로 진군하기 시작했다. 서방 연합국은 스탈린이 이 움직임을 주선했다고 믿었지만 실제로는 스탈린도 이 진군에 반대했다. 구체적으로 스탈린은 소련이 지원하는 카를 레너의 오스트리아 정부를 위협할까 걱정했으며 트리에스테를 놓고 연합국과 더 큰 갈등을 일으킬까봐 걱정했다. 스탈린은 티토에게 케른텐과 트리에스테에서 철수하라고 명령했고 파르티잔은 이를 따랐다.
그럼에도 유고슬라비아는 이탈리아와 오스트리아 영토에 대한 영유권을 주장했다. 이스트라반도 서북부와 트리에스테 도시 주변 지역의 영토 분쟁으로 이탈리아와의 평화 조약이 1947년까지 체결이 지연되었고 이 때문에 트리에스테 자유 지구가 독립했다. 티토는 트리에스테와 케른텐 주변 국경의 변화를 추진하면서 이에 만족하지 못했고 서방 연합국은 트리에스테 점령을 막기 위해 도시 내에 주둔군을 유지했다. 티토가 트리에스테 점령을 고집한 것은 스탈린과 이탈리아 공산당에도 반발을 일으켰다.

### 1945년~1948년 동유럽의 정치적 상황
제2차 세계 대전 직후 소련은 주로 동유럽 국가에 연립정부를 수립하여 붉은 군대가 점령한 외국 영토에서 정치적 우위를 얻고자 했다. 대부분의 국가에서 공산당 세력이 적었기 때문에 곧바로 일당제 공산당 통치를 달성한 경우는 없었다. 공산당 지도부는 이런 전략적 접근 방식을 일당제 공산당 통치가 가능해지는 상황이 올 때까지 일시적인 조치로 생각했다. 하지만 티토의 유고슬라비아 파르티잔에서 비롯된 유고슬라비아 공산당과 알바니아의 국민해방운동에서 이어진 알바니아 노동당은 대중의 상당한 지지를 얻었다. 티토의 유고슬라비아 연방인민공화국은 2차대전 마지막 몇 달과 전후 몇 년간 소련의 영향을 받았지만 스탈린은 여러 차례 유고슬라비아를 소련의 관심 지역 밖이라고 선언했고 위성국처럼 취급했다. 동유럽 나머지 지역과는 대조적인 점이 1944년 10월 소련의 공세에 앞서 더 드러났다. 티토의 파르티잔은 공세를 지원했고 결국 독일 국방군과 그 동맹군을 세르비아 북부에서 밀어내고 베오그라드를 점령하는 데 성공했다. 원수 표도르 톨부힌의 제3우크라이나전선군은 유고슬라비아 영토 내로 들어가기 위해 티토의 임시정부에 공식 허가가 필요했고 해방된 모든 영토에서는 유고슬라비아 민간정부의 통치를 받아들여야 했다.

## 악화되는 관계

### 1945년~1947년 유고슬라비아의 외교 정책

트리에스테 자유 지구는 아드리아해를 낀 도시인 트리에스테를 중심으로 한 명목상의 독립지구다. 이탈리아와 유고슬라비아 양 국이 자국령임을 주장했고 이 때문에 서방 연합국과 유고슬라비아 간 갈등의 원인이 되었다. 자유 지구가 해체되기 전까지 이 영토는 각각 서방 연합국이 관리하는 A구역과 유고슬라비아가 관리하는 B구역으로 나눠졌다. 유고슬라비아가 관리하는 B구역은 결국 크로아티아와 슬로베니아가 분할해 합병했다.

소련과 유고슬라비아는 1945년 4월 티토가 모스크바에서 스탈린을 접견할 때 상호 우호 조약을 체결했다. 양국은 공산주의 혹은 사회주의 사회가 도래되는 방법론에 차이가 있었지만 좋은 관계를 구축했다. 1945년 유고슬라비아는 식량 부족을 겪으며 유엔 구호재건기구(UNRRA)의 원조에 의존했지만 상대적으로 적은 소련의 지원에 대해 국내에서 더 "형제국의 원조"라며 홍보했다. 1945년 1월 10일 스탈린은 티토에게 유고슬라비아의 대외정책 대부분이 헝가리, 오스트리아, 2차대전 이전 이탈리아 영토였던 트리에스테 자유 지구 등 이웃국의 영토 합병 주장이라며 불합리한 움직임이라고 지적했다. 이후 티토는 자신의 영토 확장 요구를 인정하지 않는 소련을 비판하는 연설을 말했다. 1946년 8월 유고슬라비아 공군 전투기가 미국 육군 항공대의 더글러스 C-47 스카이트레인 수송기를 류블랴나 인근에서 불시착시키고 다른 전투기를 블레트 인근에서 격추시키며 열흘간 10명을 생포하고 승무원 5명을 사살하며 서방 연합국과의 대결이 더욱 고조되었다. 서방 연합국은 스탈린이 티토의 대결을 부추겼다고 인식했지만 실제로 스탈린은 서구와의 대립은 피하고자 했다.
또한 티토는 유고슬라비아 남쪽의 이웃국인 알바니아, 불가리아, 그리스 왕국에 대한 지역 지배권을 확립하러 했다. 이 방향으로 첫 번째 움직임은 1943년 전국 파르티잔 활동을 조정하기 위한 지역본부 수립 제안이 불발되면서 일어났다. 파르티잔의 유고슬라비아 쪽 구성원이 압도적이라 판단한 티토는 다른 국가의 구성원과 동등한 발언권을 가질 수 있는 평등한 조정국 수립 계획을 거부했다. 전쟁 이전 마케도니아 지역이 각각 유고슬라비아가 지배하는 바르다르 마케도니아, 불가리아가 지배하는 피린 마케도니아, 그리스가 지배하는 에게 마케도니아로 분할되면서 지역 관계가 더욱 복잡해졌다. 유고슬라비아가 장악한 코소보에 상당수의 알바니아인이 살았기 때문에 관계가 더욱 악화되었다. 1943년 알바니아 공산당은 코소보를 알바니아에게 할양하자고 제안했지만 알바니아를 미래의 민주연방 유고슬라비아으로 통합하자는 역제안에 부딪혔다. 티토와 알바니아 공산당 제1서기인 엔베르 호자는 1946년 이 제안을 재검토에 양국을 합병하자고 결의했다.
전후에도 티토는 발칸반도 남쪽의 지배권을 확립하길 원했다. 1946년 알바니아와 유고슬라비아는 상호 원조 및 관세협정에 관한 조약을 체결해 알바니아를 유고슬라비아 경제 체제에 거의 완전히 묶어두었다. 거의 1천명에 가까운 유고슬라비아 경제 개발 전문가가 알바니아로 파견되었고 알바니아 공산당 중앙위원회에는 유고슬라비아 공산당 대표도 추가되었다. 양국 군대도 최소한 1946년 10월 케르키라 해협 사건에서 협력해 이 사건으로 영국 해군 구축함 2척이 파손되어 44명이 사망하고 42명이 부상을 입는 사건이 발생했다. 소련은 이전까지 유고슬라비아를 통해서만 알바니아와 대화할 것이라 밝혔음에도 스탈린은 유고슬라비아에게 너무 빨리 통일을 추구하지 말라고 경고했다.
1947년 8월 불가리아와 유고슬라비아는 소련과의 상의 없이 우호 및 상호 지원 협정을 체결해 소련의 외부장관 뱌체슬라프 몰로토프는 이를 맹렬히 비난했다. 그럼에도 9월 국제적인 공산주의 활동과 의사소통을 촉진하기 위해 코민포름이 세워졌을 때 소련은 동구권이 따라야 할 모델로 유고슬라비아를 공개적으로 선전했다. 1946년부터 베오그라드 주재 소련 대사관 내부 보관소에서는 유고슬라비아 지도자를 점점 더 좋지 않은 용어로 표현하기 시작했다.

### 알바니아와의 통합 및 그리스 반군 지원
소련은 1947년 중반부터 알바니아에 고문단을 파견하기 시작했고 티토는 이것이 알바니아가 유고슬라비아에 병합되는 데 위협이 될 수 있다 생각했다. 또한 티토는 이 움직임이 엔베르 호자, 내무장관 코치 조제, 경제산업장관 나코 스피루 간 알바니아 공산당 중앙위원회 내 권력 다툼 때문이라고 생각했다. 스피루는 유고슬라비아와의 연계에 가장 반대하는 사람으로 알려졌으며 알바니아가 소련과 긴밀한 관계를 가져야 한다고 주장했다. 유고슬라비아의 비난에 자극받은 조제, 호자는 스피루를 향한 수사에 착수했다. 며칠 후 스피루는 알 수 없는 상황에서 사망한 채 발견되었으며 공식적으로는 자살로 결론내렸다. 스피루의 사망 후 유고슬라비아와 소련 외교관 및 관료들이 통합 문제와 관련하여 일련의 회담을 가졌고 1947년 12월과 1948년 1월 스탈린과 유고슬라비아 공산주의동맹 당직자인 밀로반 딜라스 간 회담으로 논의가 절정에 달했다. 결국 스탈린은 알바니아와 유고슬라비아 간 통합은 더 적절한 시기로 연기하고 알바니아인의 동의를 얻어 이루어진다면 괜찮다며 알바니아와 유고슬라비아의 조건부 통합을 지지했다. 스탈린이 이 통합을 진정으로 지지했는지, 아니면 시간 끌기 전략이었는지는 여전히 불분명하다. 어쨌든 딜라스는 스탈린의 지지를 진정성이 높다고 판단했다.
한편 유고슬라비아는 그리스 내전에서 그리스 공산당(KKE) 및 공산당이 이끄는 그리스 민주군(DSE)를 지원하며 유고슬라비아와 긴밀한 관계에 있는 알바니아도 간접적으로 지지했다. 그리스 내전은 유고슬라비아와 알바니아 국경이 그리스에게 위협받고 있다는 알바니아의 인식도 정당화했다. 또한 DSE는 그리스의 권력을 장악할 시 유고슬라비아의 지원 댓가로 에게 마케도니아 지역을 유고슬라비아에게 주겠다고 약속했다. 또한 알바니아에는 미국의 정보 수집 작전도 진행되었다. 1947년 영국 비밀정보부 요원 12명이 알바니아 중부에 공수로 습격해 반란을 모의했지만 이는 제대로 실행되지 않았다. 유고슬라비아는 그리스의 위협이 알바니아 내 유고슬라비아 통합 지지로 이어지길 원했다. 알바니아 주재 소련 외교관은 알바니아가 자국을 방어할 수 없다는 인식이 알바니아인에게 그리스에 대한 두려움을 심어두는 데 성공했다고 분석했지만, 실제로 그리스가 알바니아를 침공할 확률이 없다고 평가했다. 티토는 많은 DSE 병사는 마케도니아인이기 때문에 DSE와 협력한다면 그리스 내 권력을 장악하는데 실패하더라도 에게 마케도니아 방면으로 확장해 이 영토를 합병할 수 있다고 생각했다.
딜라스와 스탈린이 만난 직후 티토는 호자에게 알바니아가 그리스와 영미의 있을 수 있는 공격을 방어하기 위해 알바니아-그리스 국경에 가까운 코르처 인근에 유고슬라비아 군사기지를 세울 수 있게 해달라고 제안했다. 1월 말 호자는 이 제안을 받아들였다. 또한 조제는 알바니아와 유고슬라비아군의 통합이 승인되었다고 말했다. 이 문제는 비밀리에 논의되었지만 소련은 알바니아 내 정보통을 통해 이 소식을 전해들었다.

### 불가리아와의 연방
1944년 말 스탈린은 불가리아와 유고슬라비아(산하에 공화국별로 연방 일원이 갈라짐)가 동등한 연방의 한 일원으로 차지하는 이원국가인 유고슬라비아-불가리아 연방을 처음 제안했다. 유고슬라비아는 불가리아가 유고슬라비아의 7개 연방 내 단위 행정구역 중 하나가 되고 피린 마케도니아 지역을 초기 유고슬라비아 내 행정구역인 마케도니아 사회주의 공화국에 할양해야지만 연방이 가능하다는 입장을 가졌다. 양 측이 합의하지 못하자 스탈린은 1945년 1월 불가리아를 모스크바에 초청해 중재를 요청했고, 처음에는 불가리아측 입장을 지지하다 며칠 후 유고슬라비아측 입장으로 선회했다. 결국 1월 26일 영국 정부는 불가리아가 연합국과 평화 조약을 체결하기 전까진 유고슬라비아와의 연방 협정에 절대 반대한다고 경고했다. 티토는 이에 연방 계획을 보류했다.
3년 후인 1948년 티토와 호자가 알바니아 내에 유고슬라비아 인민군 주둔을 준비하고 있을 때 불가리아 노동자당의 지도자인 게오르기 디미트로프가 동구권을 연방으로 조직된 국가로 바꾸는 것에 대해 서방 언론인과 이야기했다. 이후 그리스를 "인민민주주의 국가"에 포함시키며 서방과 소련에게 큰 우려를 일으켰다. 티토는 유고슬라비아가 이 계획과 거리를 두러고 노력했지만 소련은 디미트로프의 발언이 발칸반도에서 유고슬라비아의 의도에 영향받았다고 생각했다. 1948년 2월 1일 몰로토프는 유고슬라비아와 불가리아 지도자에게 2월 10일까지 대표단을 모스크바로 보내 협의를 진행하라고 말했다. 스탈린과의 회담이 예정되기 며칠 전인 2월 5일 DSE는 총공세를 시작했고 4일 후에는 테살로니키를 포격하기 시작했다.

### 1948년 2월 스탈린과의 회담

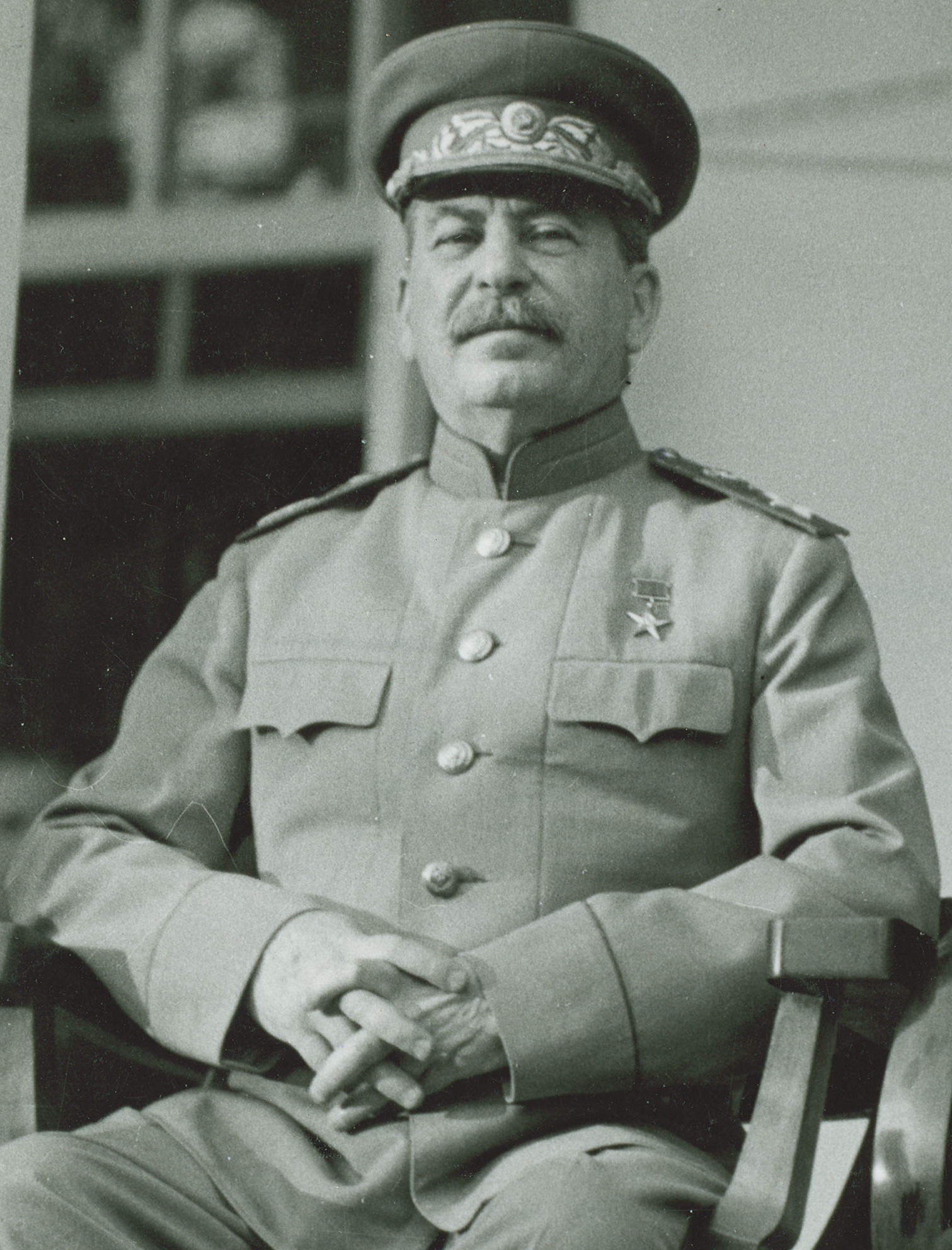
소련의 지도자 이오시프 스탈린은 1948년 2월 모스크바에서 유고슬라비아 관료를 만났다.

티토는 몰로토프의 소환에 응해 카르델과 크로아티아 인민공화국 집행평의회인 블라디미르 바카리치를 모스크바로 파견했고 이들은 딜라스와 합류했다. 스탈린은 유고슬라비아와 디미트로프가 블레트 협정에 서명해 소련을 무시했다고 말했고 불가리아와 유고슬라비아가 가상의 연방에 그리스를 포함시키자는 디미트로프의 제안을 비판했다. 또한 스탈린은 그리스 공산게릴라에 대한 추가 지원은 영미와의 더 큰 갈등으로 이어져 있다고 주장하면서 그리스 내 반란 종식을 요구했다. 스탈린은 DSE에 대한 지원을 제한해 1944년 10월 모스크바에서 스탈린과 윈스턴 처칠이 체결한 비공식 협상인 퍼센트 협정을 준수해 그리스를 영국 영향권에 주러고 의도했다.
또한 스탈린은 불가리아와 유고슬라비아와의 연방을 즉각 결성하라고 요구했다. 스탈린에 따르면 알바니아는 나중에 따라 들어온다고 밝혔다. 동시에 그는 헝가리와 루마니아, 폴란드와 체코슬로바키아에 대해서 유사한 연합을 지지했다. 회의에 참석한 유고슬라비아와 불가리아 관료는 실수를 인정했고 스탈린은 카르델과 디미트로프에 유고슬라비아와 불가리아는 모든 외교 문제에 대해 소련과 협의를 의무화하는 조약에 서명하게 했다. 유고슬라비아 공산당 정치국은 2월 19일 비밀리에 회의를 열고 불가리아와의 연방에 반대하기로 결정했다. 이틀 후 티토, 카르델, 딜라스는 그리스 공산당 총서기인 니코스 자카리아디스를 만났다. 그들은 자카리아디스에게 스탈린이 그리스 공산당의 무장 투쟁에 반대하지만 그럼에도 유고슬라비아는 지속적으로 지원하겠다고 밝혔다.
유고슬라비아 공산당 중앙위원회는 3월 1일 회의에서 유고슬라비아는 동구권의 경제 발전을 위한 소련의 계획에 벗어나야만 독립을 유지할 수 있다고 언급했다. 소련은 유고슬라비아의 5개년 개발 계획이 동구권의 요구와 일치하지 않고 지역 개발 요구에만 우선순위를 두어 부정적으로 평가했다. 또한 중앙위원회는 불가리아와의 연방 수립 가능성을 일축하고 이를 트로이 목마 전술의 한 형태로 인식해 알바니아에 대한 기존 정책을 유지하기로 결정했다. 2월 19일 회의에 참여하지 않은 정치국 위원이자 내각장관인 스레텐 주요비치는 3월 1일 회의에 참석해 이를 소련에 알렸다.
알바니아에서 조제는 2월 26일부터 3월 8일까지 열린 알바니아 공산당 중앙위원회 총회의에서 모든 반유고슬라비아 세력을 숙청했다. 중앙위원회는 알바니아의 공식 정책은 친유고슬라비아 기조라는 결의안을 채택했다. 알바니아 정부는 알바니아군과 유고슬라비아군을 합병하는 계획을 자세히 설명하는 추가 비밀 문서를 채택해 여기서 그리스의 침공 위협을 언급하고 알바니아-그리스 국경에 유고슬라비아군을 배치하는 것이 "긴급하게 필요한" 일이라고 주장했다. 이런 움직임에 대응해 소련 군사 고문은 3월 18일 유고슬라비아에서 철수했다.

## 스탈린의 편지와 공개 분쟁

### 첫 번째 편지
1948년 3월 27일, 스탈린은 티토와 카르델리를 대상으로 한 첫 번째 서신을 보냈으며 이 서신에서 갈등을 이념적 문제로 규정하였다. 스탈린은 자신의 서신에서 티토와 카르델리뿐만 아니라, 밀로반 딜라스, 스베토자르 부크마노비치, 보리스 키드리치, 그리고 알렉산다르 란코비치를 "의심스러운 마르크스주의자"로 지칭하며, 유고슬라비아 내 반소 분위기에 책임이 있다고 비난하였다. 또한, 스탈린은 유고슬라비아의 안보, 경제, 정치 임명제 등의 정책을 비판하며, 특히 유고슬라비아가 소련보다 더 혁명적이라고 주장한 점에 불만을 표하였다. 그는 이러한 주장을 레프 트로츠키의 입장과 운명에 비유하며, 충성스러운 공산주의자들이 "의심스러운 마르크스주의자들"을 제거하도록 촉구하는 것이 서신의 목적이었다. 소련은 주요비치와 전 산업부 장관 안드리야 헤브랑그와 접촉을 유지하며, 1948년 초 주요비치에게 티토를 실각시키라는 지시를 내렸다. 그들은 주요비치를 유고슬라비아 공산당의 총서기로, 헤브랑그를 총리로 임명하기를 원하였다.
티토는 4월 12일 유고슬라비아 공산당 중앙위원회를 소집하여 스탈린에게 보낼 답신을 작성하였다. 티토는 스탈린의 주장을 반박하며 이를 비방과 잘못된 정보라고 규정하였다. 그는 또한 유고슬라비아 공산당이 이룩한 민족 독립과 평등의 성과를 강조하였다. 회의에서 티토에 반대한 사람은 주요비치 한 명뿐이었다. 그는 유고슬라비아가 소비에트 연합의 일부가 되어야 한다고 주장하며, 두 나라 간 동맹이 유지되지 않을 경우 향후 유고슬라비아의 국제 관계에서 위치가 어떻게 될 지 의문을 제기하였다. 티토는 주요비치와 안드리야 헤브랑그에 대한 조치를 촉구하였다. 그는 헤브랑그의 행동이 소비에트의 불신을 초래한 주요 원인이라고 주장하며, 그를 실각시키기 위해 1942년 포로 생활 중 헤브랑그가 크로아티아 극우 민족주의자이자 파시스트 단체인 우스타샤의 스파이가 되었고, 소련이 이 정보를 이용해 그를 협박했다는 조작된 혐의를 제기하였다. 주요비치와 헤브랑그는 일주일 이내에 체포되었다.

### 두 번째 편지
1948년 5월 4일, 스탈린은 유고슬라비아 공산당에 두 번째 서한을 보냈다. 그는 소련 지도부가 유고슬라비아 상황에 대해 잘못된 정보를 가지고 있다는 주장을 부인하며, 차이점은 원칙의 문제라고 주장했다. 또한 헤브랑그가 공산주의자동맹 내 소련의 정보원이 아니라고 부인했지만, 주요비치(Žujović)가 소련의 정보원임을 인정했다. 스탈린은 공산주의자동맹 의 성과 규모에 의문을 제기하며, 모든 공산당의 성공은 붉은 군대의 지원에 달려 있다고 주장했다. 이는 소련군이 유고슬라비아 공산당에 권력을 유지하는 데 필수적이라는 점을 암시하는 발언이었다. 마지막으로 그는 이 문제를 코민포름에서 논의할 것을 제안했다. 두 번째 서한에 대한 티토(Tito)와 카르델(Kardelj)의 답신에서, 그들은 코민포름의 중재를 거부하고 스탈린이 다른 공산당에 압력을 가해 분쟁의 결과에 영향을 미치려 한다고 비난했다.

### 세 번째 편지 및 코민포름 결의안
1948년 5월 19일, 티토는 유고슬라비아 대표단이 유고슬라비아 공산당과 관련된 상황을 논의하기 위해 코민포름 회의에 참석하라는 초대를 받았다는 것을 알게 되었다. 그러나 유고슬라비아 공산당 중앙위원회는 다음 날 이 초대를 거부했다. 이에 스탈린은 티토와 헤브랑그를 수신인으로 하여 세 번째 서한을 보냈다. 그는 유고슬라비아 공산당을 대표해 코민포름에서 발언하지 않는 것은 사실상 유죄를 인정하는 것과 같다고 주장했다. 6월 19일, 유고슬라비아 공산당은 이틀 후 부쿠레슈티에서 열리는 코민포름 회의에 공식 초대를 받았으나, 유고슬라비아 공산당 지도부는 대표단을 보내지 않겠다고 통보했다.
6월 28일, 코민포름은 유고슬라비아 공산당에 대한 결의를 발표하며 갈등을 공개적으로 드러냈다. 결의문은 유고슬라비아 공산당을 반소련주의와 이념적 오류, 당 내부 민주주의 부족, 비판 수용 능력 결여로 비판했다. 또한, 유고슬라비아 공산당이 조직 내 다른 당들과 대립하고, 사회주의 단일 전선을 분열시키며, 노동 인민의 국제적 연대를 배신하고, 민족주의적 태도를 취했다고 비난했다. 결국 유고슬라비아 공산당은 코민포름에서 배제되었다. 결의문은 유고슬라비아 공산당 내에 "건전한" 당원들이 있으며, 이들의 충성심은 티토와 그의 지도부를 전복할 준비가 되어 있는지로 판단될 것이라고 주장했다. 스탈린은 자신의 카리스마만으로도 유고슬라비아 공산당이 굴복하고, "의심스러운 마르크스주의자들"을 축출하며, 그에게 다시 붙을 것이라고 기대했다.

## 영향

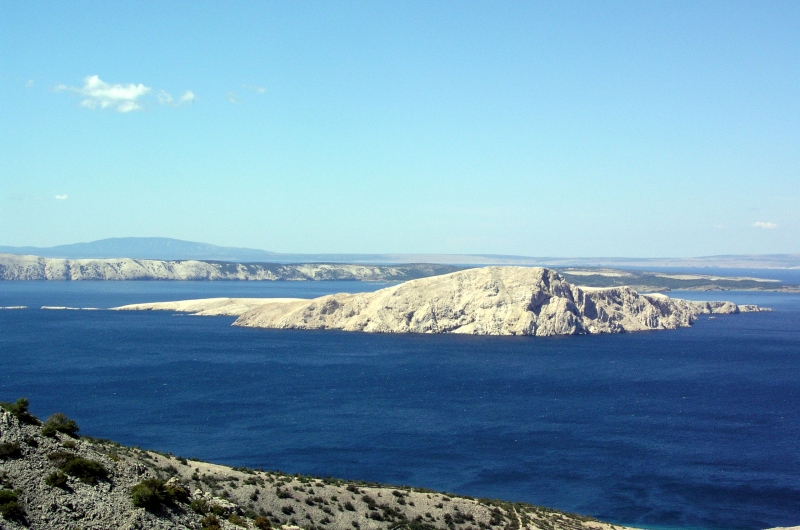
소련과 결별한 이후 스탈린을 지지한 혐의로 유죄 판결을 받은 사람들은 골리오토크섬의 수용소에 수용되었다.

스탈린에 저항하거나 복종하냐의 선택의 기로에 놓인 티토는 전자를 선택했는데, 이는 파르티잔 운동을 통해 구축된 광범위한 공산주의자 조직 기반이 자신을 지지해줄 것이라 믿었기 때문이었다. 하지만 유고슬라비아 공산당 당원 중 최대 20%가 티토 대신 스탈린을 지지했다고 추정된다. 당 지도부는 이를 눈치챘고 헤브랑그와 주요비치같은 눈에 띄는 표적을 넘어서는 광범위한 숙청으로 이어졌다. 이 숙청 시기를 "코민포름 시기"라는 의미의 인포름비로 시대라고 부른다. 스탈린의 실제 지지자, 혹은 지지자로 찍힌 사람들은 코민포름의 공식 명칭인 공산당-노동자당 정보기구의 첫 두문자어를 따른 경멸적인 약어를 붙여 "코민폼주의자" 혹은 "이베오브치"(ibeovci)라고 불렀다. 수천명이 투옥, 살해되거나 국외로 추방되었다. 란코비치에 따르면 51,000명이 살해되거나 투옥, 강제노동형을 선고받았다. 1949년에는 무인도인 골리오트크섬과 스베티그르구르섬에 각각 남성, 여성 코민폼주의자 수용을 목적으로 한 특수목적수용소가 세워졌다.

### 미국의 유고슬라비아 지원

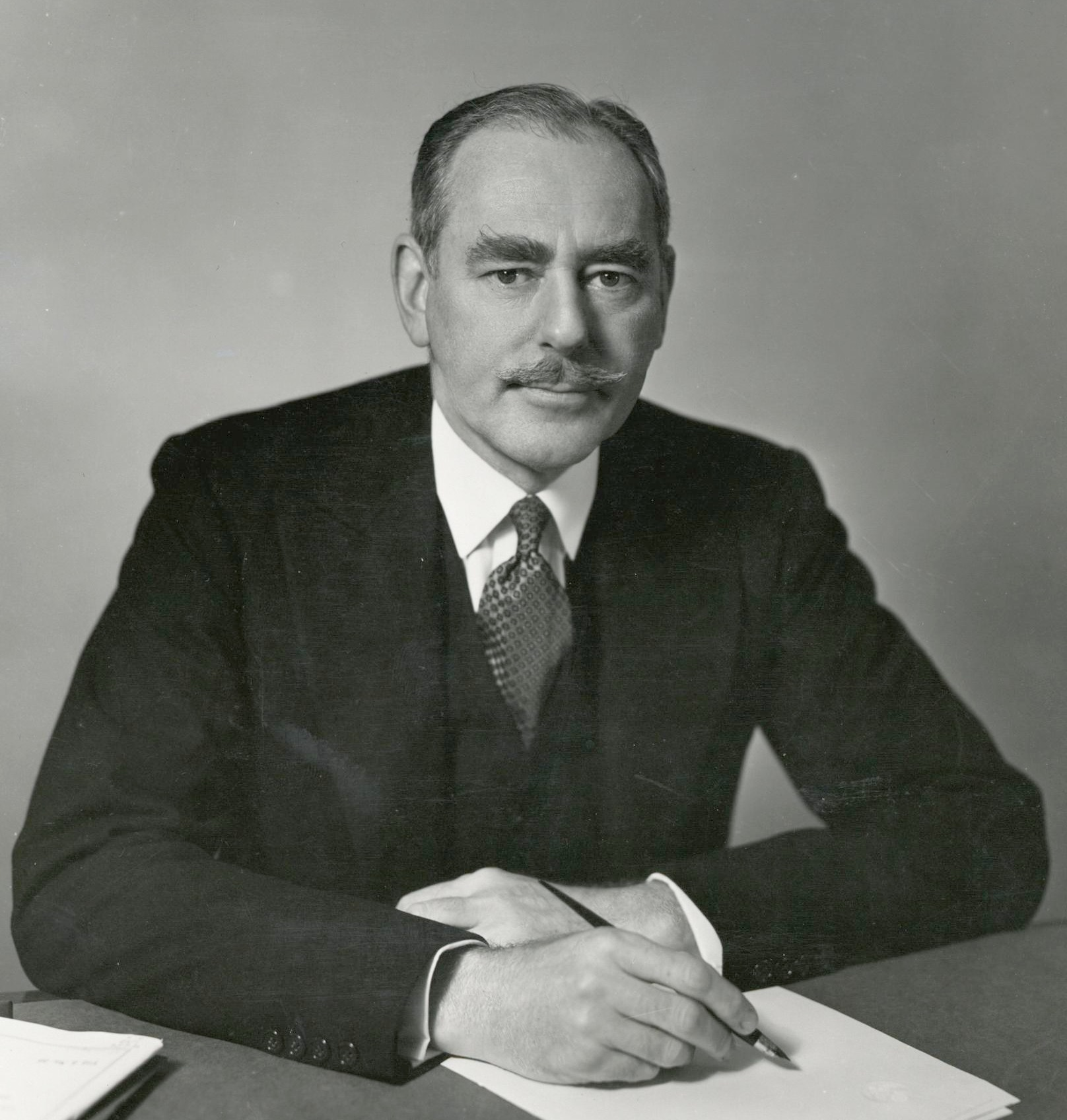
미국의 국무장관 딘 애치슨은 냉전 초기 티토에 원조를 제공하는 것이 미국 국익에 부합하다고 강조했다.

유고슬라비아는 계획 경제가 소련 및 동구권의 원활한 무역에 의존하고 있었기 때문에 결별 결과 심각한 경제 위기에 직면했다. 소련과의 전쟁 위기감으로 1952년에는 군사 지출이 국민소득의 21.4%까지 늘어났다.  미국은 결별을 냉전 승리의 기회로 여겼지만 이 결별이 영구적인 것인지, 유고슬라비아의 외교 정책이 바뀔지 불확실한 상황에서 신중한 접근 방식을 취했다.
유고슬라비아는 1948년 여름에 처음으로 미국에게 도움을 요청했다. 12월에는 티토가 무역 증가를 대가로 서방으로 전략적인 원자재를 운송하겠다고 발표했다. 1949년 2월 미국은 유고슬라비아에 원조를 제공하기로 결정했다. 그 대가로 미국은 유고슬라비아 내부 상황이 티토의 지위를 위협하지 않게 하면서도 가능하다면 유고슬라비아의 동구권에 대한 지원을 중단해 달라고 요구했다. 최종적으로는 미국의 국무장관 딘 애치슨은 티토가 스탈린에 맞서 이기러면 유고슬라비아 5개년 계획이 성공해야 한다는 입장을 취했다. 또한 애치슨은 티토 정권의 성격과 관련없이 티토를 지원하는 것이 미국 국익에 부합하다고 주장했다. 미국의 원조는 유고슬라비아가 1948년, 1949년, 1950년까지의 흉작을 극복하는데 도움이 되었지만 1952년까지는 경제 성장이 0%를 맴돌았다. 또한 소련의 반대에도 티토는 미국의 지원으로 유고슬라비아가 유엔 안전 보장 이사회 비상임이사국에 올라오는 데 성공했다.
1949년 미국은 유고슬라비아에 차관을 제공하고 1950년에는 이를 늘렸으며 대규모 보조금도 제공했다. 처음에는 유고슬라비아가 미국의 군사 지원이 소련의 침공 구실을 제공한다 생각해 미국에게 군사 지원은 요청하지 않았다. 하지만 1951년 들어 유고슬라비아 정부는 서방의 군사 지원과 관계 없이 소련의 공격은 불가피하게 올 것이라 확신했다. 결과적으로 유고슬라비아는 미국의 상호방위지원 프로그램에 합류했다.

### 소련의 조치와 군사 쿠데타

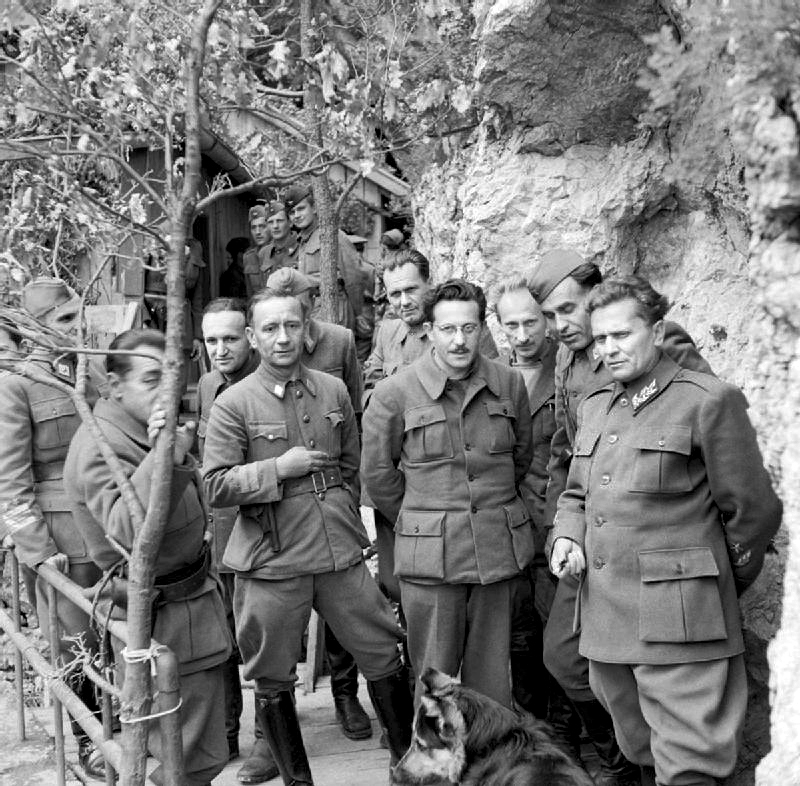
결별의 주역들은 뢰셀스프룽 작전 며칠 전인 1944년 드르바르 인근에 있는 티토의 전시사령부에서 긴밀히 협력했다. 사진은 가장 오른쪽부터 티토, 스레텐 주요비치(티토 왼쪽), 에드바르드 카르델(가운데), 아르소 요바노비치(배경 뒤 맨 왼쪽)이다.

1948년 분쟁이 공개적으로 떠오르자 스탈린은 티토를 향한 선전작전에 착수했다. 소련 동맹국은 유고슬라비아와의 국경을 봉쇄했으며 총 7,877건의 국경 충돌 사건이 일어났다. 1953년까지 소련 및 소련의 지원을 받은 세력의 침공으로 유고슬라비아의 국경안보국원 27명이 사망했다. 소련이 결별 이후 유고슬라비아에 대한 군사 개입을 계획했는지 여부는 불분명하다. 1956년 미국으로 망명한 헝가리군 소장인 키라이 벨러는 그런 계획이 존재한다고 주장했다. 하지만 이후 헝가리 역사학자인 리테르 라슬로의 연구에 따르면 키라이 벨러의 주장은 정확성이 불분명하다. 리테르는 그런 계획을 문서화한 구 소련 혹은 바르샤바 조약 기구 측 자료가 없다는 사실을 바탕으로 소련과 헝가리군이 유고슬라비아를 통한 서방 연합국의 공격을 예상하고 잠재적으로 유고슬라비아군의 지원을 받는 계획을 세웠다고 덧붙였다. 이 계획의 주요 구성 요소는 헝가리-유고슬라비아 국경을 따라 대규모 요새를 건설한다는 계획이었다. 유고슬라비아 측은 소련의 침공이 임박했거나 그럴 가능성이 있다고 믿고 그에 따라 방어 계획을 세웠다. 스탈린이 1948년 6월 코민포름 회의 직후 체코슬로바키아의 대통령 클레멘트 고트발트에게 보낸 메세지에서는 스탈린의 목표가 티토를 바로 무너뜨리는 것이 아니라 유고슬라비아를 고립시켜 쇠퇴시킨다는 목표임을 시사하는 내용이 있었다. 티토의 신용도를 떨어뜨리기 위해 소련은 불가리아가 유고슬라비아와의 국경을 따라 비딘, 슬리브니차, 두프니차에 세 곳의 정보작전기지를 설립하도록 도왔다. 이 기지는 티토를 향한 선전물 배포 통로를 구축하고 유고슬라비아 내 코민포름 지지자들과 관계를 이어나간다는 목표를 두고 활동했다. 1950년 6.25 전쟁이 발발하며 동아시아에 미국이 개입하자 스탈린이 유고슬라비아 쪽 개입을 설득했을 가능성도 있다.
결별 직후 소련의 지원을 받은 유고슬라비아 내 군부 쿠데타 시도가 최소 한 차례 이상 미수로 실패했다. 대표적인 쿠데타 시도가 유고슬라비아군 참모총장 아르소 요바노비치 상급대장, 브란코 페트리체비치 카쟈 소장, 블라도 답체비치 대령의 쿠데타이다. 이 음모는 실패로 돌아갔고 국경수비대가 루마니아로 도주하러던 요바노비치를 브르샤츠 인근에서 사살했다. 페트리체비치는 베오그라드에서 체포되었고 답체비치는 헝가리 국경을 넘으러던 도중 체포되었다. 1952년 소련 국가보안부는 티토를 암살할 계획으로 코드명 '청소부'로 생물학제를 준비했으나 스탈린은 암살 계획을 시도하기 전인 1953년 사망했다.
동구권 정계에서도 유고슬라비아와의 결별로 스탈린의 동구권 내 공산당 통제를 강화하기 위해 만들어진 티토주의자를 향한 비난과 기소로 이어졌다. 그 결과 알바니아의 조제, 체코슬로바키아 공산당 서기장 루돌프 슬란스키, 헝가리의 내무장관이자 외무장관 러이크 라슬로, 불가리아 노동자당 중앙위원회 서기장 트라이초 코스토프 등 여러 고위 관료가 보여주기 재판을 받았다. 또한 알바니아와 불가리아는 유고슬라비아와 완전 결별하고 소련에게 전적으로 동조했다. DSE의 유고슬라비아 의존도와도 상관 없이 KKE도 코민포름 측을 들면서 유고슬라비아의 분열과 마케도니아의 독립을 지지하겠다고 선포했다. 1949년 7월 유고슬라비아는 그리스 공산 게릴라에 대한 지원을 중단했고 DSE가 곧바로 붕괴되어 그리스 내전이 종료되었다.

## 같이 보기
- 루마니아 사회주의 공화국의 탈스탈린화
- 스탈린 격하 운동
- 중소 분쟁
- 소련-알바니아 결렬

## 참고 문헌

### 서적
- Auty, Phyllis (1969). 〈Yugoslavia's International Relations (1945–1965)〉.   Vucinich, Wayne S. 《Contemporary Yugoslavia: Twenty Years of Socialist Experiment》. Berkeley, California: University of California Press. 154–202쪽. ISBN 978-0-520-33110-5.
- Banac, Ivo (1988). 《With Stalin against Tito: Cominformist Splits in Yugoslav Communism》. Ithaca, New York: Cornell University Press. ISBN 0-8014-2186-1.
- Banac, Ivo (2008). 〈Introduction〉.   Banac, Ivo. 《The Diary of Georgi Dimitrov, 1933–1949》. New Hven: Yale University Press. xv–xlviii쪽. ISBN 978-0-300-13385-1.
- Eglin, Darrel R. (1982). 〈The Economy〉.   Nyrop, Richard F. 《Yugoslavia, a Country Study》. Area handbook series 2판. Washington, DC: U.S. Government Printing Office. 113–168쪽. LCCN 82011632.
- Jennings, Christian (2017). 《Flashpoint Trieste: The First Battle of the Cold War》. London, UK: Bloomsbury Publishing. ISBN 978-1-5126-0172-5.
- Judt, Tony (2005). 《Postwar: A History of Europe Since 1945》. New York, New York: Penguin Press. ISBN 1-59420-065-3.
- Kane, Robert B. (2014). 〈Corfu Channel Incident, 1946〉.   Hall, Richard C. 《War in the Balkans》 2판. Santa Barbara, California: ABC-Clio. 76–77쪽. ISBN 978-1-61069-030-0.
- Klemenčić, Mladen; Schofield, Clive H. (2001). 《War and Peace on the Danube: The Evolution of the Croatia-Serbia Boundary》. Durham, UK: International Boundaries Research Unit. ISBN 978-1-897643-41-9.
- Laković, Ivan; Tasić, Dmitar (2016). 《The Tito–Stalin Split and Yugoslavia's Military Opening toward the West, 1950–1954: In NATO's Backyard》. Lanham, Maryland: Lexington Books. ISBN 978-1-4985-3934-0.
- Lulushi, Albert (2014). 《Operation Valuable Fiend: The CIA's First Paramilitary Strike Against the Iron Curtain》. New York City, New York: Skyhorse Publishing. ISBN 978-1-62872-394-6.
- McClellan, Woodford (1969). 〈Postwar Political Evolution〉.   Vucinich, Wayne S. 《Contemporary Yugoslavia: Twenty Years of Socialist Experiment》. Berkeley, California: University of California Press. 119–153쪽. ISBN 978-0-520-33110-5.
- Ramet, Sabrina P. (2006). 《The Three Yugoslavias: State-building and Legitimation, 1918–2005》. Bloomington, Indiana: Indiana University Press. ISBN 978-0-253-34656-8.
- Reynolds, David (2006). 《From World War to Cold War: Churchill, Roosevelt, and the International History of the 1940s》. Oxford, UK: Oxford University Press. ISBN 978-0-19-928411-5.
- Theotokis, Nikolaos (2020). 《Airborne Landing to Air Assault: A History of Military Parachuting》. Barnsley, UK: Pen and Sword Military. ISBN 978-1-5267-4702-0.
- Tomasevich, Jozo (2001). 《War and Revolution in Yugoslavia, 1941–1945: Occupation and Collaboration》. Stanford, California: Stanford University Press. ISBN 978-0-8047-0857-9.
- Woodward, Susan L. (1995). 《Socialist Unemployment: The Political Economy of Yugoslavia, 1945–1990》. Princeton, New Jersey: Princeton University Press. ISBN 0-691-08645-1.
- Ziemke, Earl F. (1968). 《Stalingrad to Berlin: The German Defeat in the East》. Washington, D.C.: United States Army Center of Military History. ISBN 978-0-88029-059-3. LCCN 67-60001.

### 저널 논문
- Brands, Henry W. Jr (1987). “Redefining the Cold War: American Policy toward Yugoslavia, 1948–60”. 《Diplomatic History》 (Oxford University Press) 11 (1): 41–53. doi:10.1111/j.1467-7709.1987.tb00003.x. ISSN 0145-2096. JSTOR 24911740.
- Josipovič, Damir (2012). “Slovenian–Croatian Boundary: Backgrounds of Boundary-Making and Boundary-Breaking in Istria Regarding the Contemporary Boundary Dispute”. 《Geoadria》 (Zadar: Croatian Geographic Society, Geography Department of the University of Zadar) 17 (1): 25–43. doi:10.15291/geoadria.236. ISSN 1331-2294.
- Lees, Lorraine M. (1978). “The American Decision to Assist Tito, 1948–1949”. 《Diplomatic History》 (Oxford University Press) 2 (4): 407–422. doi:10.1111/j.1467-7709.1978.tb00445.x. ISSN 0145-2096. JSTOR 24910127.
- Mehta, Coleman (2011). “The CIA Confronts the Tito-Stalin Split, 1948–1951”. 《Journal of Cold War Studies》 (Cambridge, Massachusetts: MIT Press) 13 (1): 101–145. doi:10.1162/JCWS_a_00070. ISSN 1520-3972. JSTOR 26923606. S2CID 57560689.
- Perović, Jeronim (2007). “The Tito–Stalin Split: A Reassessment in Light of New Evidence”. 《Journal of Cold War Studies》 (MIT Press) 9 (2): 32–63. doi:10.5167/uzh-62735. ISSN 1520-3972.

## 추가 읽기
- Banac, Ivo (1995). 〈The Tito–Stalin Split and the Greek Civil War〉.   Iatrides, John O.; Wrigley, Linda. 《Greece at the Crossroads: The Civil War and Its Legacy》. University Park, Pennsylvania: Penn State University Press. ISBN 978-0-271-02568-1.
- Dimić, Ljubodrag (2011). 〈Yugoslav-Soviet Relations: The View of the Western Diplomats (1944–1946)〉. 《The Balkans in the Cold War: Balkan Federations, Cominform, Yugoslav-Soviet Conflict》. Belgrade, Serbia: Institute for Balkan Studies. 109–140쪽. ISBN 978-86-7179-073-4.
- Karchmar, Lucien (1982). 〈The Tito-Stalin Split in Soviet and Yugoslav Historiography〉.   Vucinich, Wayne S. 《At the Brink of War and Peace: The Tito-Stalin Split in a Historic Perspective》. New York, New York: Brooklyn College Press. 253–271쪽. ISBN 978-0-914710-98-1.
- Stokes, Gale, 편집. (1996). 〈The Expulsion of Yugoslavia〉. 《From Stalinism to Pluralism: A Documentary History of Eastern Europe Since 1945》 2판. Oxford, UK: Oxford University Press. ISBN 978-0-19-509446-6.
- West, Richard (1994). 〈The Quarrel with Stalin〉. 《Tito: And the Rise and Fall of Yugoslavia》. London, UK: Faber and Faber. ISBN 978-0-571-28110-7.